# 阿丰萨格拉达
阿丰萨格拉达，是西班牙加利西亚自治区卢戈省的一个市镇。 总面积438平方公里，总人口5082人（2001年），人口密度12人/平方公里。